# Ceratonereis hastifera
Ceratonereis hastifera är en ringmaskart som först beskrevs av Fauvel 1937.  Ceratonereis hastifera ingår i släktet Ceratonereis och familjen Nereididae. Inga underarter finns listade i Catalogue of Life.